# Рубијани (Торино)
Рубијани је насеље у Италији у округу Торино, региону Пијемонт.
Према процени из 2011. у насељу је живело 34 становника. Насеље се налази на надморској висини од 320 м.